# Paul van Dyk
Matthias Paul (Eisenhüttenstadt, 16. prosinca 1971.), poznatiji kao Paul van Dyk, jedan je najvećih svjetskih DJ-a trance glazbe i producenata.

## Ranija karijera
Paul van Dyk je rođen u Eisenhüttenstadt-u, savezna država Brandenburg, u Njemačkoj .
Odrastao je u istočnom Berlinu gdje je bio držao kontakt sa svijetom van Berlinskog zida tajno slušajući popularne zabranjene radio-stanice sa Zapada RIAS i SFB i kazete slučajno prokrijumčarene u zemlju koje je kopirao sa školskim drugovima.
Nedugo prije pada Berlinskog zida Paul i njegova majka su dobili dopuštenje za izlazak iz Istočne Njemačke i odlazaka u Hamburg gdje su živjeli kod njegove tetke. Godine 1990, Paul se vraća natrag u Berlin. Njegov prvi DJ-nastup je bio u noćnom klubu Tresor u ožujku 1991. Još nekoliko nastupa koji suuslijedili dali su mu priliku za nastup na Dubmission partijima u organizaciju Juergena Kramera u klubu Turbine, zajedno s jako popularnim mjesnim DJ Kid Paulom. Predstave su se zvale Paul vs. Paul. Njegov način miksanja izazavao je pozornost Cosmic Baby-ja te su njih dvojica surađivali kao The Visions of Shiva, na "Perfect Day" (1992) 
na obnovljenoj berlinskoj izdavačkoj kući MFS ( Masterminded For Success) Records koju je vodio dobro poznati engleski ex-pat producent Torsten Jurk.
U veljači 1993;Van Dyk i Kid Paul su vodili trosatnu HR3 Clubnight radiijsku emisiju svirajući zaslušatelje radija. Drugi i zadnji Visions of Shiva singl "How Much Can You Take?" bio je objavljen te su se Paul van Dyk i Cosmic razišli odvojenim glazbenim putevima. Krajem ljeta te godine Paul je objavio svoju prvu DJ-mix kompilaciju "X-Mix-1 - the MFS Trip" i napravio remix Humateove klasične trance himne "Love Stimulation".
Rastuća popularnost Dubmission partija prislila ga je na promjene, prvotno u Cafe Moskau te zatim u veći E-werk gdje je Van Dyk počeo organizirati redovne MFS noći.

## 1994-2007
Godine 1994 Paul je izdao "The Green Valley EP", "Pump This Party" and "Emergency 911". U međuvremenu je MFS kupio velik dio remixa zbog Paulovog   i Reederovog bliskog prijateljstva s umjetnicima poput New Order .Nakon mnogo uvjeravanj od strane Reeder-a, naposljetku je snimi svoj debitantski album 45 RPM.  S Johnnijem Klimekom i VOOV-om. Reeder je odabraio redoslijed pjesama na albumu i dizajnu omota te odabrao ime za album .
Reeder je kompilirao i Seven ways koji je učvrstio poloožaj Van Dyka kao pionira trance glazbe i koji je bio prvi uspjeh u Velikoj Britaniji. Reeder je uvjerio svog prijatelja Roba Deacona da plasira album u Velikoj Britaniji pod markom kao Deviant label.
Na službenoj ceremoniji 1. listopada 2006. Paul je dobio orden časti grada Berlina, a uručio mu je tadašnji gradonačelnik Klaus Wowereit.
Posljednjih nekoliko godina redovno nastupa na događajima u Londonu, Tel Avivu, Mexicu, New Yorku, Singapuru i Berlinu.

## 2007–do danas:
Paul van Dyk svoj peti studijski album  , In Between, diljem svijeta 14.kolovoza 2007. Album, kojeg je radio u razdoblju od tri godine, debitirao je kao #115.  na ljestvici Billboard 200 te na mjestu br. #2 na Billboard's Top Electronic Albums te Top Heatseekers. Album a je također dosegao poziciju  #16 na Mexican Albums Chart te #5 na Meksičkoj ljestvi stranih izvođača .Album je izdan zajedno s posebnim izdanjem ograničenim na 200 kopija. To je izdanje uključivalo miksanu inačicu.
Album je prvenstveno djelo samog Paula iako su na njemu surađivali David Byrne iz Talking Heads, Jessica Sutta iz Pussycat Dolls, Ashley Tomberlin iz Luminary, Alex M.O.R.P.H, Lo Fi Sugar, Rea Garvey of Reamonn, Ryan Merchant and Wayne Jackson. Također je tu i vokalni uzorak(sample)   od Bena Losta iz Probspotovog  "Blows My Mind"  na pjesmi  "Another Sunday".
U lipnju 2007., Paul van Dyk se radi promocije albuma uputio nam svjetsku turneju  "In Between Tour" .
Vodi emisiju na  Radio Fritz svake srijede u 20:00.

## Osobni život
Paul van Dyk je oženjen, a njegova supruga Natascha pojavljuje se na nekim njegovim albumima. Vjenčani su u gradu Cancúnu, Meksiko.

## Diskografija

### Studijski albumi
- 45 RPM  (1994)
- Seven Ways (1996)
- Out There and Back  (2000)
- Reflections (2003)
- Re-Reflections (2004)
- In Between (2007)

### Singlovi
- 2008: "Let Go" - #13 U.S. Hot Dance Club Play, #21 Njemačka, #45 Rusija, #7 Nizozemska, #14 Worldwide Airplay
- 2007: "White Lies" - - #3 U.S. Hot Dance Club Play, #73 Austrija, #38 Njemačka,
- 2005: "The Other Side" - - #58 U.S. Hot Dance Club Play, #33 Njemačka,
- 2004: "Crush" - #48 Njemačka, #42 UK
- 2003: "Time of Our Lives/Connected" - #41 Irska, #34 Eurochart, #28 UK, #14 Njemačka, #47 Austrija, #70 Švicarska
- 2003: "Nothing But You" - #11 Njemačka, #6 Billboard's Hot Dance Club Play, #44 Eurochart, #34 Irish Singles Chart, #14 UK, #76 Švicarska, #2 Worldwide Airplay Chart
- 2000-2001: "We Are Alive" - #14 Njemačka, #15 UK, #29 Nizozemska, #21 Brazil, #89 Global100.com - Singles
- 2000: "Tell Me Why (The Riddle)" - #7 UK, #45 Njemačka, #98 Global100.com Singles
- 1999: "Another Way/Avenue" - #13 UK, #26 Nizozemska, #49 Eurochart, #52 Njemačka
- 1998: "For An Angel" - #28 UK Singles Chart, #44 Njemačka, #74 Eurochart

## Nagrade
- 1999 :Najbolji producent od DJ Mag
- 1999. Najbolji međunarodni DJ
- 1999 :Nagrada za najboljeg međunarodnog izvođača
- 1999 :Čovjek godine prema Mixmag-u
- 1999 :Vođa Trance nacije
- 2003 :Najbolji europski DJ (Miami Winter Music Conference 2003)
- 2003 :second best trance track Paul Van Dyk - Nothing But You
- 2004 :Omiljeni DJ u Americi
- 2004 :Najbolji međunarodni DJ
- 2004 :Najbolje događanje
- 2004 :Najbolja u reklami (Motorola)
- 2004 Meksički Oscar za soundtrack iz filma“Zurdo”
- 2004 nabolji stvaratelj glazbe" od strane DJ magazina
- 2004 veliki pobjednik na  Dancestar Awards
- 2005 WMC 2005 najbolji uradak house progressive/trance: Nothing but You (Paul Van Dyk)
- 2005 WMC 2005 najbolji međunarodni dj
- 2005 :Omiljeni DJ u Americi
- 2005 najbolji DjDance/Electronic Album za njegov originalni album "Reflections"
- 2005 the International Dance Music Award (IDMA) za najboljeg Euro DJ-a.
- 2005 DJ Mag No 1 DJ
- 2005 Najbolji producent Trance Awards
- 2005 Najbolji globalni DJ Trance Awards
- 2006 Najbolji globalni DJ ( Zimska glazbena konferencija 2006 Miami)
- 2006 Najbolja izdavačka marka VANDIT>
- 2006 Najbolji producent (Miami Winter Music Conference 2006)
- 2006 Best Global DJ, Best NuNRG/Euro Track
- 2006 DJ Mag No 1 DJ
- 2006 Najbolji globalni DJ Trance Awards
- 2006 Najbolji producent
- 2006 Best Mix Compilation for The Politics of Dancing 2
- 2006 Orden Križa časti od strane grada Berlina
- 2006 Njbolji HI NRG / Euro Track za "The Other Side"( Zimska glazbena konferencija 2006 Miami)

- 2007 Best Ortofon European DJ (Miami Winter Music Conference 2007)
- his regular 6 hour set at “Gatecrasher” was voted as the "second best club night ever"
- Best international DJ by the ministry of sound
- Best international DJ by Musik Berlin, Zürich, Amsterdam, Londres, Paris, Milan, New-York, Mexico, Singapore

## Vanjske poveznice
- Službena internetska stranica Paula van Dyka(engl.)(njem.)
- Musicbrainz
- Paul Van Dyk na discogs.com(engl.)
- The DJ List: Paul van Dyk  Arhivirana inačica izvorne stranice od 10. svibnja 2008. (Wayback Machine)(engl.)